# Município de Clark (condado de Coshocton, Ohio)
Localização do Ohio nos E.U.A.
O município de Clark (em inglês: Clark Township) é um local localizado no condado de Coshocton no estado estadounidense de Ohio. No ano 2010 tinha uma população de 586 habitantes e uma densidade populacional de 8,89 pessoas por km².

## Geografia
O município de Clark encontra-se localizado nas coordenadas 40° 24′ 30″ N, 81° 56′ 26″ O. Segundo a Departamento do Censo dos Estados Unidos, o município tem uma superfície total de 65.92 km², da qual 65,88 km² correspondem a terra firme e (0,06 %) 0,04 km² é água.

## Demografia
Segundo o censo de 2010, tinha 586 pessoas residindo no município de Clark. A densidade de população era de 8,89 hab./km².